# آتیلیو ردولفی
آتیلیو ردولفی (فرانسوی: Attilio Redolfi‎; ۸ سپتامبر ۱۹۲۳ – ۱۵ ژوئن ۱۹۹۷) دوچرخه‌سوار اهل فرانسه بود. وی در مسابقات معتبری همچون تور دو فرانس حضور داشته است.